# George LaFountaine
George LaFountaine, né le 10 novembre 1934 à Attleboro, dans le Massachusetts, est un écrivain américain, auteur de roman policier.

## Biographie
Directeur éclairagiste pour différentes chaînes de télévision, puis directeur de la photographie, il travaille sur plusieurs séries télévisées, dont Townies.
En 1976, il publie son premier roman, Un tueur dans la foule (Two-Minute Warning) adapté au cinéma avec le titre éponyme par Larry Peerce, avec Charlton Heston et John Cassavetes. La même année, il publie Le Pétard récalcitrant (Flashpoint), un « excellent récit de politique-fiction », selon Claude Mesplède et Jean-Jacques Schleret. Dans ce roman, deux policiers texans découvrent le squelette du deuxième tireur ayant abattu John F. Kennedy à Dallas. Le récit est adapté en 1984 sous le titre éponyme par William Tannen.

## Œuvre

### Romans
- Two-Minute Warning (1976) Publié en français sous le titre Un tueur dans la foule, Paris, Éditions Minoustchine, 1977
- Flashpoint (1976) Publié en français sous le titre Le Pétard récalcitrant, Paris, Gallimard, coll. « Super noire » no 117, 1978
- The Scott-Dunlap Ring (1978)
- The Long Walk (1986)
- Bruno's Well (2011)
- The Killing Seed (2011)
- Alumni (2011)
- Mateka (2011)
- The Yellow Leaf (2011)
- The Escondidas Reading Club (2012)
- The Landlaor (2012)
- The White Room (2012)

## Filmographie
- 1976 : Un tueur dans la foule (Two-Minute Warning), film américain réalisé par Larry Peerce, adaptation du roman éponyme, avec Charlton Heston et John Cassavetes
- 1984 : Flashpoint, film américain réalisé par William Tannen, adaptation du roman éponyme, avec Kris Kristofferson et Treat Williams

## Sources
- Claude Mesplède (dir.), Dictionnaire des littératures policières, vol. 2 : J - Z, Nantes, Joseph K, coll. « Temps noir », 2007, 1086 p. (ISBN 978-2-910686-45-1, OCLC 315873361), p. 131.
- Claude Mesplède, Les années "Série noire" bibliographie critique d'une collection policière, t. 4 : 1972-1982, Amiens, Encrage, coll. « Travaux » (no 25), 1995, 318 p. (ISBN 978-2-906389-63-2), p. 199-200.
- Claude Mesplède et Jean-Jacques Schleret, SN, voyage au bout de la Noire : inventaire de 732 auteurs et de leurs œuvres publiés en séries Noire et Blème : suivi d'une filmographie complète, Paris, Futuropolis, 1982 (OCLC 11972030), p. 224